# اولامپ دو ژ.
اولامپ دو ژ. (فرانسوی: Olympe de G.‎؛ زادهٔ ۱۹۸۳) کارگردان فیلم فمینیست اهل فرانسه است. او چندین فیلم کوتاه بی‌پردهٔ جنسی برای «شرکت تولید فیلم اریکا لاست» ساخته‌است. پس از این، او به ایجاد محتوای صوتی اِروتیک و آموزش جنسی همچون پادکست «Voxxx» پرداخت.